# Hunwick
Hunwick är en by i kommunen Durham i grevskapet Durham i England. Byn är belägen 13,8 km 
från Durham. Orten har 1 275 invånare (2015).